# 7,62 × 54 mm R

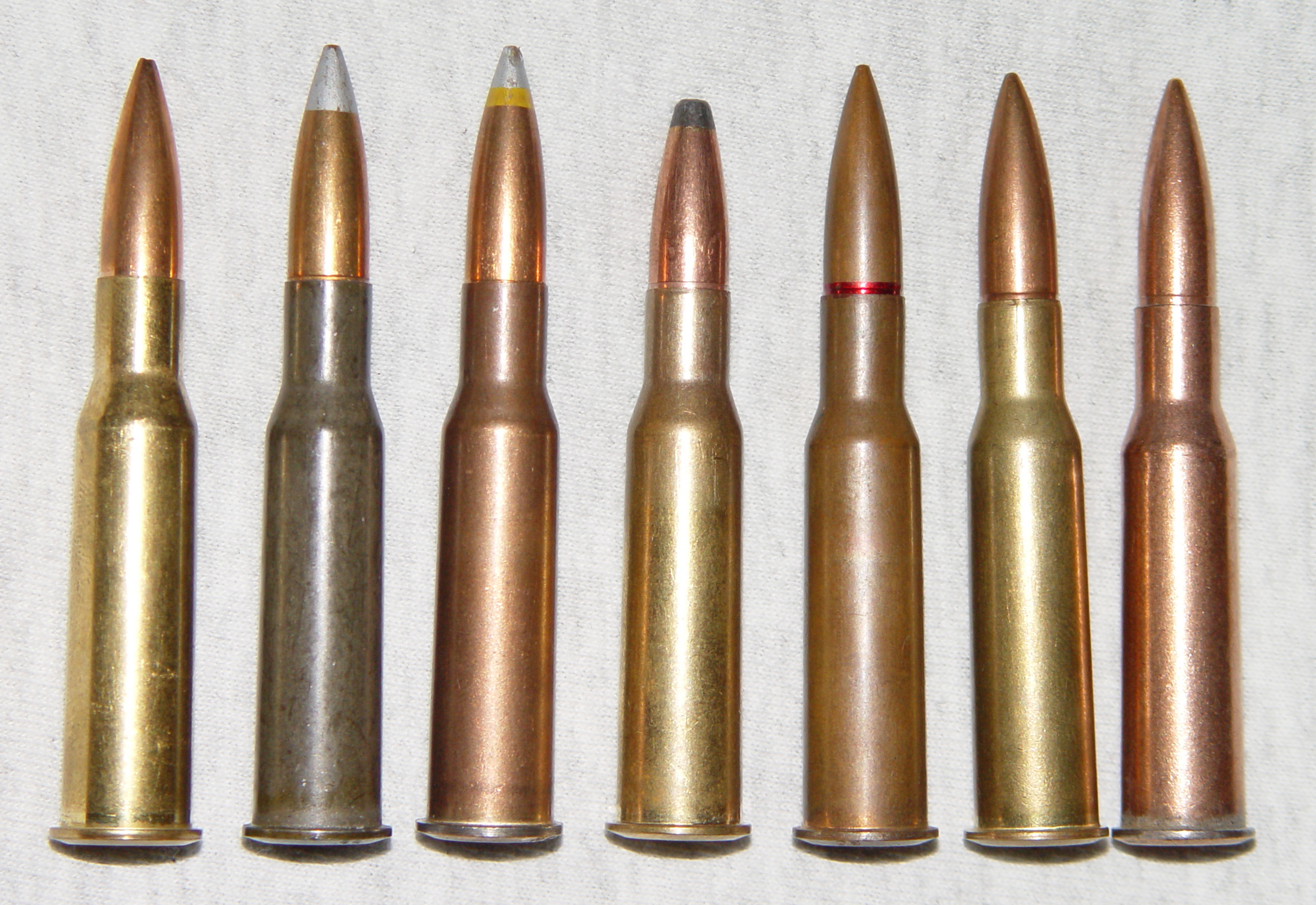
Ukázka nábojů 7,62 × 54 mm R

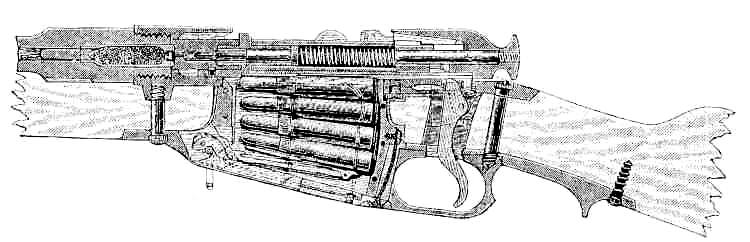
Řez puškou Mosin-Nagant M1891

7,62 × 54 mm R Mosin je ruský náboj s nábojnicí s okrajem a středovým zápalem, původně určený pro pěchotní pušku Mosin-Nagant. Do služby vstoupil v carském Rusku v roce 1891.
Dodnes toto střelivo standardně slouží v různých ozbrojených silách a v současnosti je patrně nejdéle sloužícím vojenským nábojem na světě. Silně kuželová nábojnice s okrajem dna na první pohled prozrazuje vysoké stáří náboje. Na okraj kolem dna nábojnice odkazuje písmeno R v názvu, z angl. rimmed, tj. s obrubou, okrajem, podle standardu CIP.[zdroj?] Nicméně navzdory skutečnosti, že se jedná o konstrukci z druhé poloviny 19. století, jeho balistický výkon jej ještě dnes v některých parametrech řadí do popředí ve své rážové třídě.[zdroj?]

Střelivo se používá např. v samonabíjecích puškách SVT-40 a dokonce i v odstřelovacích jako SVD Dragunov. V omezeném měřítku našel tento náboj využití u opakovacích pušek odvozených z pušky Mosin-Nagant vyráběných mimo Rusko či Sovětský svaz např. u československé pušky vz. 54. Po druhé světové válce se tento náboj stal jedním ze standardních kulometných nábojů Varšavské smlouvy a během studené války tak pro jeho využití byly konstruovány kulomety např. UK vz.59, nebo kulomet PK. Pro použití v kulometech tak tento náboj doznal výroby i ve zvláštních variantách, jako například se stopovkou. Po druhé světové válce byly na tento náboj konstruovány také některé vložné hlavně, např. československá 7,62 VLOH pro nácvik střelby z kanónu.
Technické údaje
- Celková délka – 76,70 mm
- Délka nábojnice – 53,60 mm
- Průměr dna – 14,30 mm
- Hmotnost střely – 11,98 g (185 grainů)
- Úsťová rychlost – 804 m/s
- Úsťová energie – 3 814 J
- Rychlost v 300 m – 606 m/s
- Energie v 300 m – 2 167 J